# 伊尔切
伊尔切，是西班牙阿拉贡自治区韦斯卡省的一个市镇。总面积64平方公里，总人口212人（2018年），人口密度4人/平方公里。